# Neutrofilní granulocyt

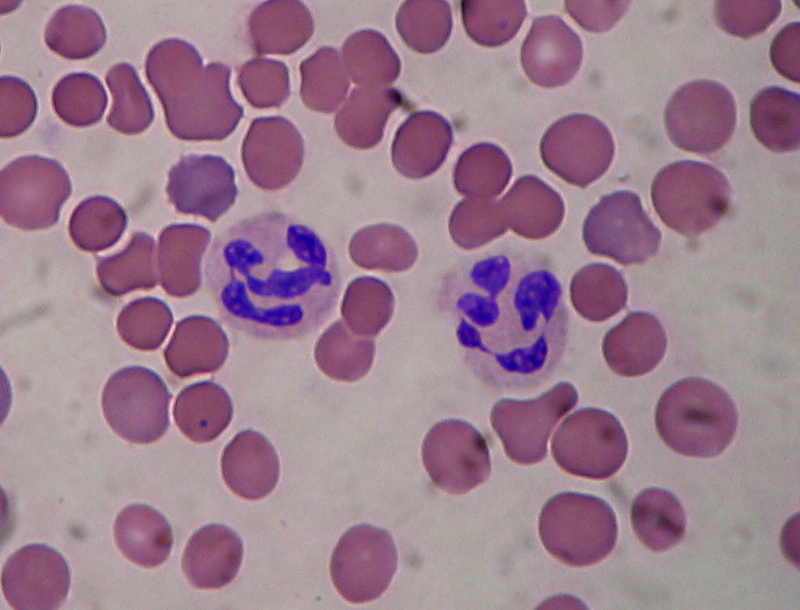
Segmentované neutrofily v krevním nátěru

Neutrofilní granulocyt (zkráceně neutrofil) je zástupcem buněčné části přirozené imunity a také nejpočetnějším leukocytem cirkulujícím v krvi člověka. Alternativní název tohoto typu buněk jsou polymorfonukleární neutrofily (z angl. polymorphonuclear neutrophils, PMN), název odvozený od typické segmentované morfologie jádra neutrofilů. Neutrofily představují jedny z hlavních efektorových buněk podílejících se na akutní fázi zánětu a eliminaci patogenů v případě bakteriální infekce. Hlavní chemotaktickou molekulou pro neutrofily je chemokin interleukin 8 (IL-8).
Název je odvozen od zbarvení granul, které jsou v jeho cytoplasmě. Společně s eosinofily a basofily tvoří rodinu polymorfonukleárních leukocytů. Zatímco při barvení hematoxylin-eosinem se eozinofilní granulocyt barví do červena a bazofilní granulocyt naopak do tmavě modra, cytoplasmatické granule neutrofilních granulocytů se barví neutrálně do růžového odstínu.
V krevní cirkulaci jsou neutrofily schopné přežití až 5 dnů, při vycestování do tkáně pak dochází k rapidní aktivaci neutrofilů a jejich rychlému odumírání. Pohlcení apoptotických neutrofilů makrofágy vede k jejich utlumení a postupné rezoluci zánětlivé odpovědi.

## Vývoj
K vývoji neutrofilů dochází v kostní dřeni, kde vycházejí z prekurzorů myeloidní linie procesem zvaným granulopoéza. Vývoj neutrofilů probíhá přibližně 14 dní, při kterých postupně procházející jednotlivými vývojovými stádii nazvanými myeloblast, promyelocyt, myelocyt, metamyelocyt a „tyčka“. Krev opouštějí jako plně zralé segmentované neutrofily. V průběhu vývoje dochází k postupné expresi rozličných povrchových molekul mezi něž patří například CD33, CD15, CD11b a zvyšuje se exprese CXCR2 (receptoru pro chemokin CXCL2) a snižuje se exprese CXCR4 (receptoru pro CXCL12, chemokinu díky jehož přítomnosti jsou neutrofily během vývoje zadržovány v kostní dřeni).

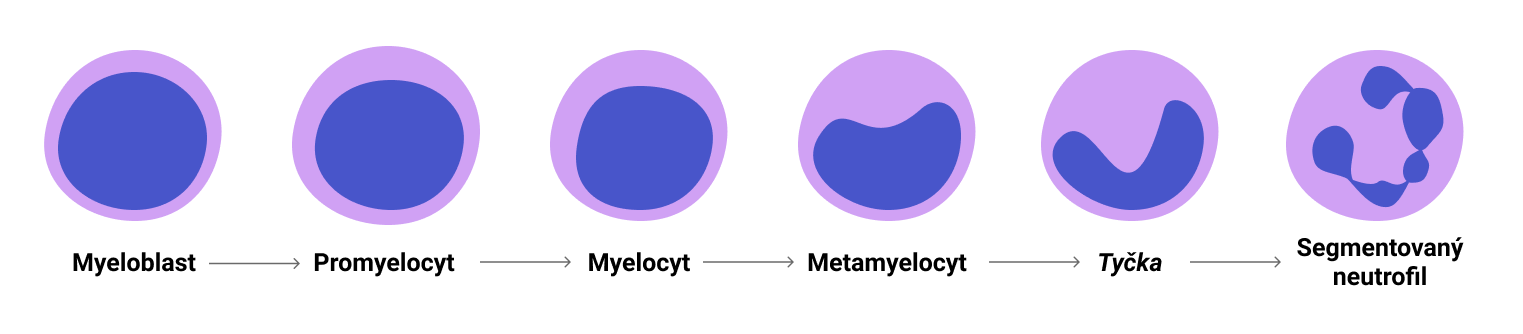
Neutrofily během vývoje v kostní dřeni procházejí několika stadii, během nichž dochází k postupné kondenzaci a segmentaci jádra

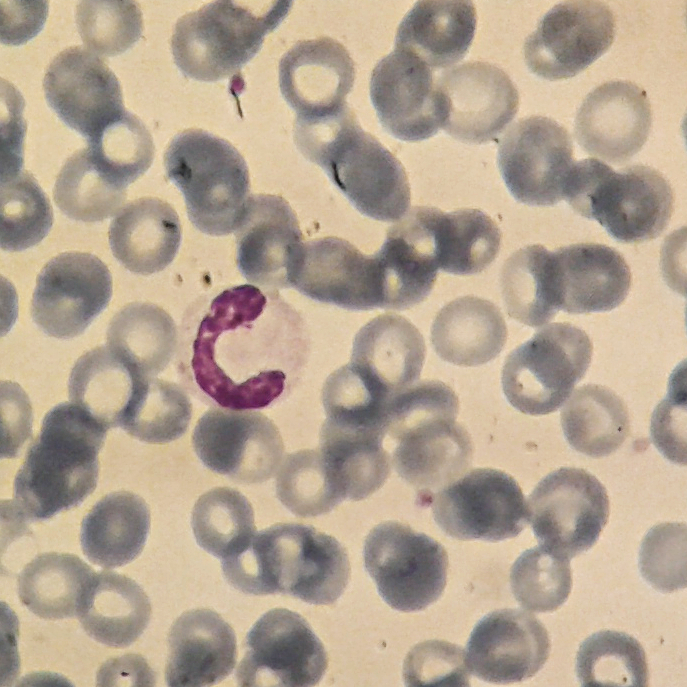
Neutrofil ve vývojovým stadiu „tyčka“

Nezralé neutrofily mají jádro protáhlé, různě zakřivené. Tyto buňky označujeme jako „tyčky“. Zralé neutrofily obsahují jádra laločnatá a segmentovaná. Nazývají se proto „segmenty“. Tyto dvě subpopulace neutrofilů se liší mimo jiné i permeabilitou membrány, schopností adherovat nebo i tím, v jakém množství produkují kyslikové radikály.
Neutrofily se řadí mezi polymorfonukleáry, které jsou typické segmentací jádra. Ta se stupňuje postupem času - zdravý neutrofil by měl mít 3-5 laloků, nedostatek vitaminu B12 a jiné poruchy mohou způsobit hypersegmentaci. Během dospívání neutrofilu postupně mizí jadérko. Dalším typickým znakem neutrofilů jsou azurofilní granula obsahující antimikrobiální molekuly.
Neutrofily přítomné v krevním oběhu tvoří asi 10% celkového množství v organismu, při zánětu se pod vlivem prozánětlivých cytokinů jejich počet zvyšuje vyplavováním zásob z kostní dřeni. Zvýšená tvorba neutrofilů a jejich zvýšené vyplavování z kostní dřeně se nazývá nouzová granulopoéza (z angl. emergency granulopoiesis).
Tvoří 60–70 % leukocytů periferní krve. 6–12 hodin se vyskytují v krevním oběhu a 4–5 dní ve tkáni[rozpor]. Pouze 7 % z celkového počtu se nachází v periferní krvi, 93 % nalezneme v kostní dřeni (mění se vlivem zánětlivých cytokinů a bakteriálních produktů).

## Funkce
Neutrofily jsou atrahovány do poškozených nebo infikovaných tkání na základě gradientu chemotaktických molekul produkovaných stresovanými epiteliálními nebo endoteliálními buňkami a buňkami přirozené imunity přítomnými v dané tkáni, jako jsou například makrofágy. Mezi molekuly schopné navodit migraci neutrofilů a jejich prostup do tkáně patří chemokin CXCL8 (IL-8), faktor stimulující kolonie granulocytů (G-CSF), leukotrien B4 (LTB4, eikosanoid, produkt metabolismu kyseliny arachidonové) nebo N-formylmethionyl-leucyl-fenylalanin (fMLP) nebo například chemotaktické fragmenty komplementu C5a a C3a. Neutrofily žijí relativně krátce a po odumření v místě zánětu tvoří dominantní část hnisu, kterému dodávají typické zbarvení.
Neutrofily se vyskytují jak v krevním řečišti tak přímo ve tkáních, kde se podílí na opsonizaci a fagocytóze antigenů (proto se dříve označovaly též jako mikrofágy) proniklých do organismu. Neutrofily se jako jedny z prvních buněk infiltrující postižené místo účastní akutní fáze zánětu. Podílejí se na likvidaci především bakteriálních infekcí, ale jsou mobilizované i v případě některých rakovin nebo při nespecifickém zánětu způsobeném vnějšímy faktory, například znečištěním ovzduší.

### Přestup do tkáně
K přestupu do tkáně dochází hlavně v nejmenších kapilárách (venulách), kde mají buňky větší možnost navázat se na receptory na povrchu endotelových buněk a snadněji procházejí cévní stěnou. Endotelové buňky při poranění nebo v blízkosti infekce začínají na svém povrchu zvyšovat počet adhezivních molekul (selektiny, interginy). Neutrofily atrahované do infikovaného místa na základě chemotaktických molekul se pomocí receptorů naváží na tyto adhezivní molekuly. Nejprve dochází k navázání selektinů a pouze k lehké vazbě na stěnu cévy a procesu zvanému rolling, kdy se neutrofily „koulejí“ po cévní stěně. Následně dochází k navázání na integriny a pevné adhezi na cévní stěnu. Když je neutrofil pevně zachycen, dochází k prostupu mezi endotelovými buňkami procesem zvaným diapedéza.

### Efektorové mechanismy

#### Fagocytóza
Neutrofily jsou velice účinné fagocyty schopné pohltit extracelulární bakterie a buněčný odpad (např. části mrtvých buněk). Neutrofily, podobně jako další fagocyty, jsou schopné rozpoznat a pohltit patogenní částici v nativní formě nebo opsonizovanou (protilátkami, fragmenty komplementu). Pro rozpoznání opsonizované částice mají neutrofily na povrchu specializované receptory. Mezi receptory rozpoznávající částice opsonizované protilátkami patří Fc receptory (např. FcγRIIA/CD32 nebo FcγRIIIb/CD16), pro částice opsonizované prvky komplementu jsou neutrofily vybaveny komplementovými receptory (např. MAC1/CD11b). Po pohlcení částice dochází ke "zrání" fagosomu. Na povrchu fagosomu se skládá komplex NADPH oxidázy, jejíž funkcí dochází ke snižování pH ve veziklu nebo dochází ke splynutí fagosomu s granuly obsahujícími antimikrobiální peptidy (defensiny, lysozym) a tvorbě fagolysozomu.

#### Degranulace
V procesu degranulace, dochází u neutrofilů k fúzi cytoplazmatických granul s membránou buňky a tím vylití jejich obsahu do extracelulárního prostoru. Zde působí jednak antimikrobiálně, ale mohou poškodit i okolní tkáň a amplifikovat tak zánětlivou odpověď. Granula se dělí na různé skupiny podle jejich obsahu. Azurofilní granula, která v neutrofilech převažují, obsahují hlavně defensiny (krátké antimikrobiální peptidy), myeloperoxidázu (enzym podílející se na respiračním vzplanutí), serinové proteázy, elastázy a kathepsin. Specifická granula, přítomná pouze u granulocytů, obsahují lysozym, NADPH oxidázu, alkalickou fosfatázu, kolagenázu, kathelicidin a další antimikrobiálně působící látky.

#### Produkce cytokinů
Neutrofily stejně jako jiné buňky imunitního systému produkují řadu molekul, které slouží v rámci mezibuněčné signalizace a regulace zánětu. Mezi molekuly produkované po aktivaci neutrofilů mohou patřit cytokiny (např. TNF-α, IL-1β, IL-1Ra, IL-6), chemokiny (např. CXCL1, CXCL8/IL-8, CXCL10), hematopoetické a angiogení faktory (G-CSF a VEGF).

#### NETóza
NETóza, neboli produkce neutrofilních extracelulárních pastí (z angl. neutrophil extracellular traps, NETs), je proces při kterém dochází k uvolnění chromatinu z neutrofilu do mezibuněčného prostoru. Rozvolněná DNA vytváří komplexní sítě na které adherují antimikrobiální peptidy (defensiny, myeloperoxidáza, neutrofilní elastáza). Tato síť slouží primárně k zachycení většího množství bakterií, které mohou další fagocytující buňky pohltit. Asociované antimikrobiální peptidy a samotná DNA také působí antomikrobicidně, což přispívá k likvidaci bakterií nebo jiných zachycených patogenů.Takto vytvořené sítě mohou ale zvyšovat riziko trombóz, pokud jsou vytvořené v krevním řečišti a zachytí tak i krevní elementy.

## Charakteristika

### Fyziologie
Neutrofily jsou nejpočetnější populací bílých krvinek v lidském těle, tvoří asi 50–70 % všech leukocytů. Tato hodnota může být podstatně nižší u některých etnických skupin, kdy se označuje za benigní neutropenii a může mít vliv na účinnost léčby. Neutropenie, tedy nízký počet neutrofilů, může být způsobena více faktory. Může být vrozená (kongenitální), způsobená nemocí (aplastická anemie, některé druhy leukemií), nebo následkem chemoterapie.

### Neutrofilní granula
Typické neutrální zbarvení granul neutrofilů při barvení hematoxylinem-exosinem dalo neutrofilním granulocytům jejich jméno. Po maturaci neutrofilu dochází ke snížení transkripce a syntézy proteinů a proto je Golgiho aparát výrazně zmenšen a zralé neutrofily také obsahují menší množství mitochondrií. Granula obsahující antimikrobiální proteinu nutné pro efektorové funkce neutrofilů tedy zabírají podstatnou část intracelulárního cytoplazmatického prostoru. Neutrofilní granula se rozdělují do (minimálně) 4 skupin na základě jejich obsahu a rychlosti uvolňování v případě aktivace neutrofilu. Granula azurofilní (primární), specifická (sekundární), obsahující želatinázu (terciární), sekreční vezikuly a nově popsaná granula bohatá na ficolin (člen rodiny lektinů, aktivujících lektinovou dráhu komplementu). Granula se kromě obsahu liší také signály potřebnými pro jejich sekreci a umístěním místa sekrece.
Azurofilní granula jsou typická přítomnosti myeloperoxidázy (až 69 % z celkového obsahu MPO v buňce), dále obsahují například α‐defensin, neutrofilní elastázu, lysozym nebo katepsin G. Jejich hlavní role je antimikrobicidní, což koreluje s jejich obsahem. Azurofilní granula mohou být jak sekretována do extracelulárního prostoru (degranulována) nebo mohou být fúzována s fagocytickými váčky, kde jejich obsah zajišťuje eliminaci pohlcených patogenů.
Specifická granula a granula terciární jsou často uváděny společně, neboť jejich syntéza a proteinový obsah se částečně překrývají. Specifická granula obsahují z velké části lipokalin asociovaný s želatinázou neutrofilů (z angl. neutrophil gelatinase-associated lipocalin, NGAL), laktoferin nebo pentraxin 3. Hlavním proteinem tvořícím obsah terciárních granul,jak už jejich název napovídá, je neutrofilní želatináza (z angl. gelatinase). Proteiny obsažené v sekundárních a terciárních granulách zastávají funkci hlavně v extravazaci a migraci neutrofilů do místa zánětu a dále znesnadňují růst mikroorganismů v zasažené tkáni.
Sekreční vezikuly obsahují mitochondriální a ribosomální proteiny, strukturální proteiny jako β-aktin a α-aktin nebo receptory pro rozpoznání molekulárních struktur asociovaných s patogeny (PAMP) TLR2 a TLR6. Sekreční vezikuly jsou na rozdíl od ostatních neutrofilních granul tvořeny endocytózou. Jejich obsah však není degradován a je zachován k případnému využití.

### Povrchové molekuly
Jednotlivé buněčné populace imunitních buněk přítomných v krvi nebo v tkáních jsme schopni rozlišovat na základě exprese povrchových molekul. Povrchové molekuly přítomné na neutrofilech také definují, v jakém stadiu vývoje nebo aktivace se buňky nacházejí. Lidské a myší neutrofily mohou být charakterizovány na základě řady povrchových molekul a jejich kombinací. Základní charakterizací lidských neutrofilů je exprese CD11b, CD15, CD16 a CD33. Neutrofily u myší definujeme jako CD11b+ a Ly6G+ buňky.

#### Povrchové molekuly na lidských neutrofilech

##### CD11b
CD11b je molekula z rodiny integrinů, která je přítomna na povrchu širokého spektra bílých krvinek (monocyty, neutrofily, makrofágy, NK buňky atd.). CD11b napomáhá adhezi leukocytů na aktivovaný endotel a společně s CD18 (se kterým tvoří heterodimer CR3) zprostředkuje vycestování leukocytů do tkáně. CD11b se také podílí na fagocytóze částic opsonizovaných fragmenty komplementu.

##### CD15
Molekula CD15 neboli Lewis x antigen je zodpovědná za adhezi neutrofilů na dendritické buňky. CD15 dále může regulovat fagocytózu, degranulaci a oxidativní vzplanutí. Protilátky proti této skupině se využívají v diagnostice některých onemocnění, zejména v případě Hodgkinova lymfomu.

##### CD16
CD16 neboli FcγRIIIb se podílí hlavně na procesech spojených se sekrecí toxických molekul a méně na procesech spojených s fagocytózou a následnou eliminací patogenů.

##### CD33
CD33 (Siglec) zprostředkuje mezibuněčný kontakt a udržuje imunitní buňky v klidovém stavu. CD33 byl považován za marker vyskytující se pouze na myeloidní linii leukocytů, ale ukázalo se, že se může vyskytovat i na T-lymfocytech a NK-buňkách. Společně s CD11b je CD33 také markerem lidských myeloidních supresorových buněk (MDSC).

##### CD62L
CD62L (L-selectin) náleží do rodiny povrchových lektinů a podílí se na vazbě neutrofilů na cévní stěnu a následném „rolování“ po endotelu. Dále napomáhá se spouštěním zánětlivé reakce. CD62L je odvrhován z povrchu neutrofilů po kontaktu se svým přirozeným ligandem (bakterie atd.).

##### CXCR2
CXCR2 (CXC chemokinový receptor typu 2) je alternativně označovaný jako receptor pro IL-8. CXCR2 váže s IL-8 s vysokou afinitou a způsobuje aktivaci neutrofilů.

##### CD87
CD87 je povrchový glykoprotein navázaný na membránu pomocí GPI kotvy. Účastní se aktivace plasminogenu, který hraje roli mj. v hojení poškozené tkáně, ale často se vyskytuje u nádorů a zvyšuje jejich malignitu.

#### Povrchové molekuly na myších neutrofilech

##### Ly6G
Ly6G (ze superrodiny Ly6 proteinů) je charakteristický povrchový marker myších neutrofilů, ale dosud nebyla přesně charakterizována jeho funkce. Ligand pro Ly6G také zůstává neznámý. Přesto se Ly6G užívá běžně k identifikaci neutrofilů a také jejich depleci v rozličných experimentech prováděných na myších. Ly6G a jeho strukturně příbuzná molekula Ly6C (často užívaná jako marker myších monocytů) jsou souhrnně označovány Gr-1.